# Victory (1919)
Victory is een Amerikaanse dramafilm uit 1919 onder regie van Maurice Tourneur. Het scenario is gebaseerd op de gelijknamige roman uit 1915 van de Pools-Britse auteur Joseph Conrad. Destijds werd de film in Nederland uitgebracht onder de titel Victorie.

## Verhaal
De ontheemde vagebond Axel Heyst besluit zich te vestigen op een tropisch eiland in het Stille Zuidzeegebied. Hij biedt er onderdak aan Alma, een hulpeloze, jonge vrouw. Hun prille geluk wordt verstoord door een piratenbende, die denkt dat er een schat begraven ligt op het eiland. 

## Rolverdeling
| Acteur        | Personage        |
| ------------- | ---------------- |
| Jack Holt     | Axel Heyst       |
| Seena Owen    | Alma             |
| Wallace Beery | August Schomberg |
| Ben Deeley    | Mijnheer Jones   |
| Lon Chaney    | Ricardo          |
| Bull Montana  | Pedro            |